# Haghpat
Haghpat (armenisch Հաղպատ) ist ein Dorf in der nordarmenischen Provinz Lori.

## Geografie
Es liegt nahe der Stadt Alawerdi und der georgischen Grenze in etwa 1000 m Höhe auf einem zerklüfteten Plateau, einer ausgedehnten flachen Landschaft, die von tiefen Flussbetten durchschnitten wird. Die Dörfer Sanahin und Akner sowie ein Teil Alawerdis liegen in Sichtweite auf benachbarten Plateauteilen, jedoch muss man, um dorthin zu gelangen, den steilen und mühsamen Auf- und Abstieg durch das Flussbett bewältigen.

## Kloster
Haghpat ist durch das Kloster Haghpat (Haghpatavank) bekannt, das im 10. Jahrhundert (967 oder 976) gegründet wurde und seit 2000 mit dem benachbarten Kloster Sanahin zum UNESCO-Weltkulturerbe zählt. Der Bau des Klosters entstand unter der Bagratidendynastie. Der älteste Teil des Klosters, der Surb Nschan-Kirche (Heiligkreuz-Kirche), wurde 991 durch den armenischen Architekten Trdat fertiggestellt. Die besonders große Vorhalle von Haghpat, ein für mittelalterliche Kirchen Armeniens typischer Gawit, wurde um 1210 an Stelle eines Mausoleums errichtet.
Der Klosterkomplex gehört der Armenischen Apostolischen Kirche. Über das Gelände verteilt finden sich einige Kreuzsteine mit kunstvollen Gravuren (Chatschkare) und Bischofs-Grabstätten. Der Komplex ist ein herausragendes Beispiel für die mittelalterliche armenische Architektur und zieht daher eine wachsende Zahl von Touristen an, seit einige armenische Reiseagenturen Haghpat in ihren Reiseführern erwähnen.

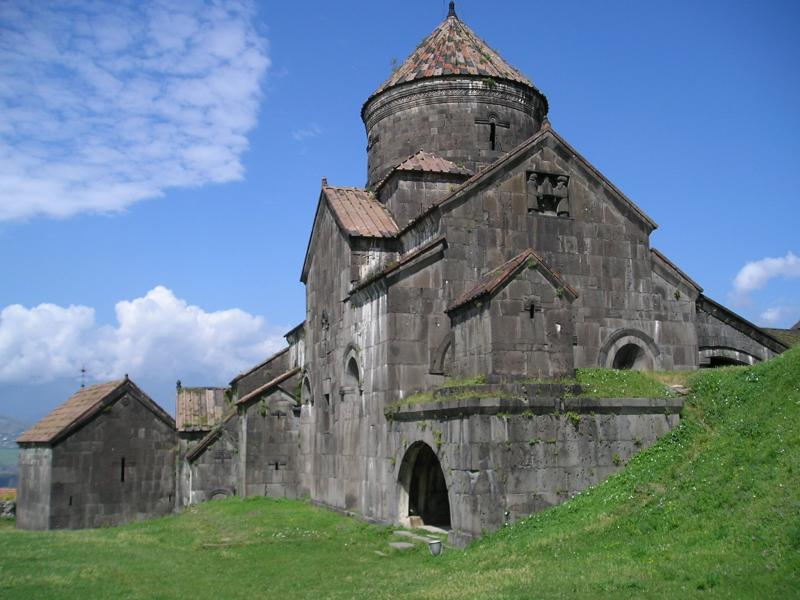
Surb Nschan (Heiligkreuz-Kirche)
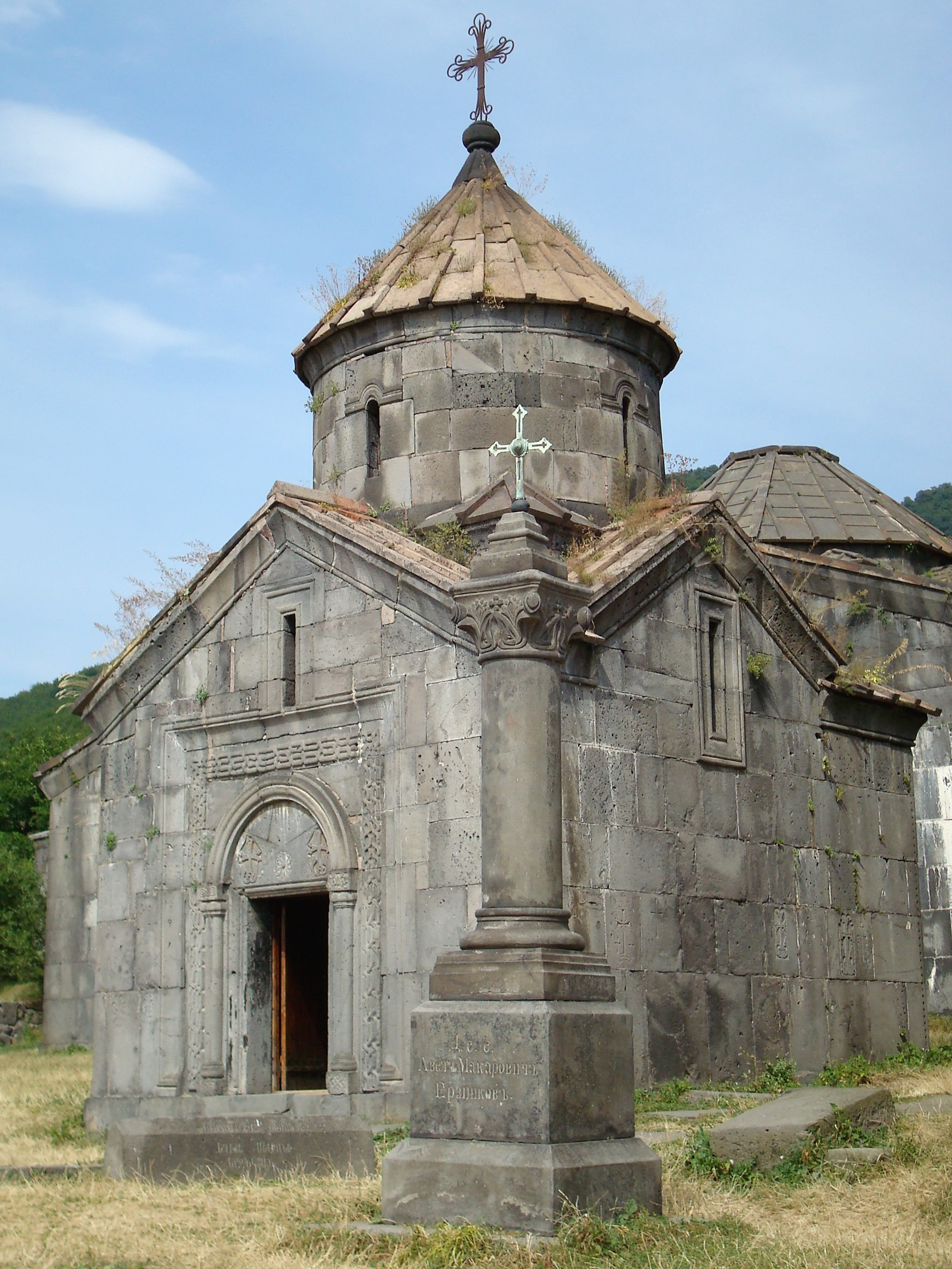
Muttergotteskapelle
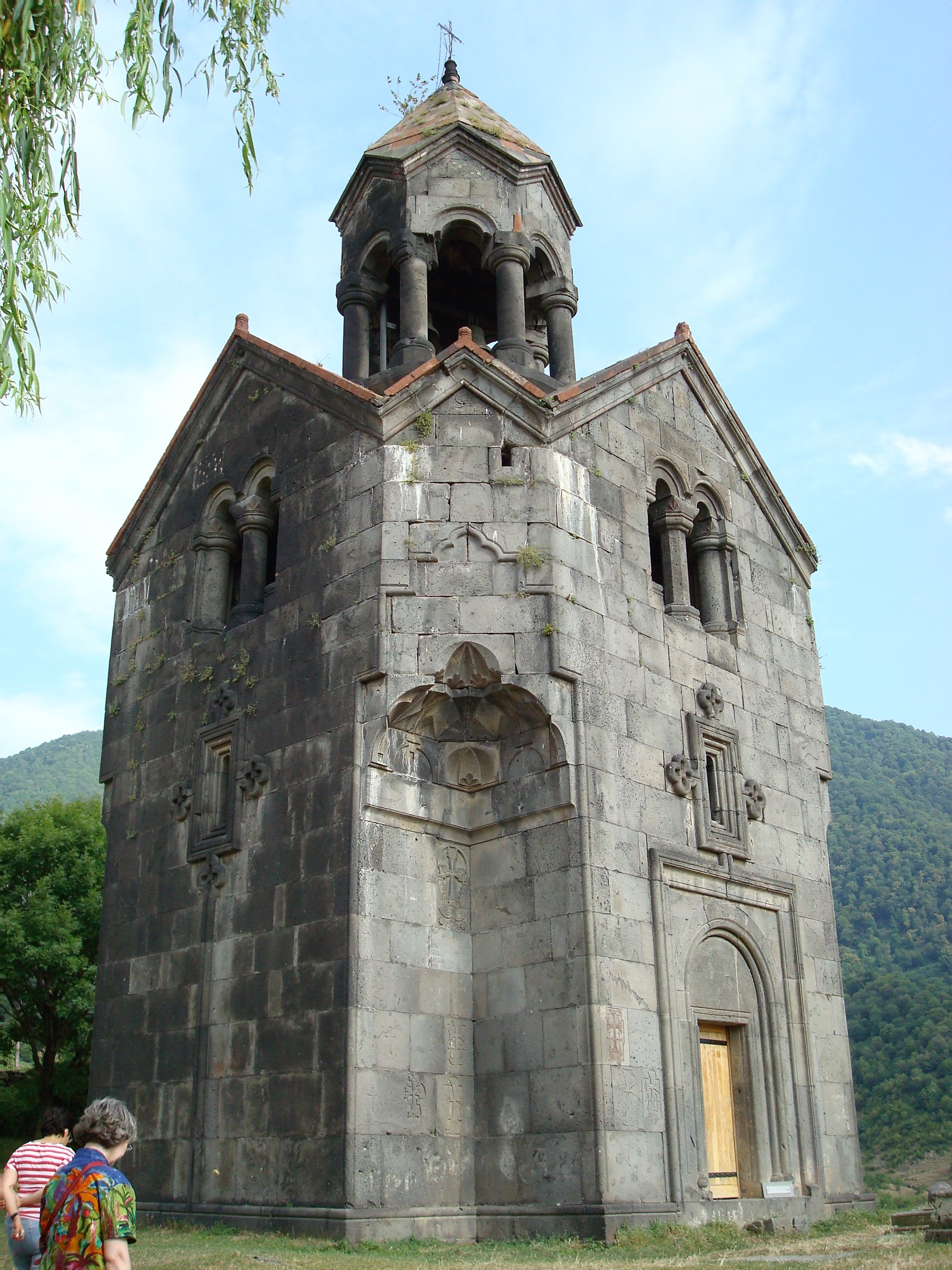
Glockenturm
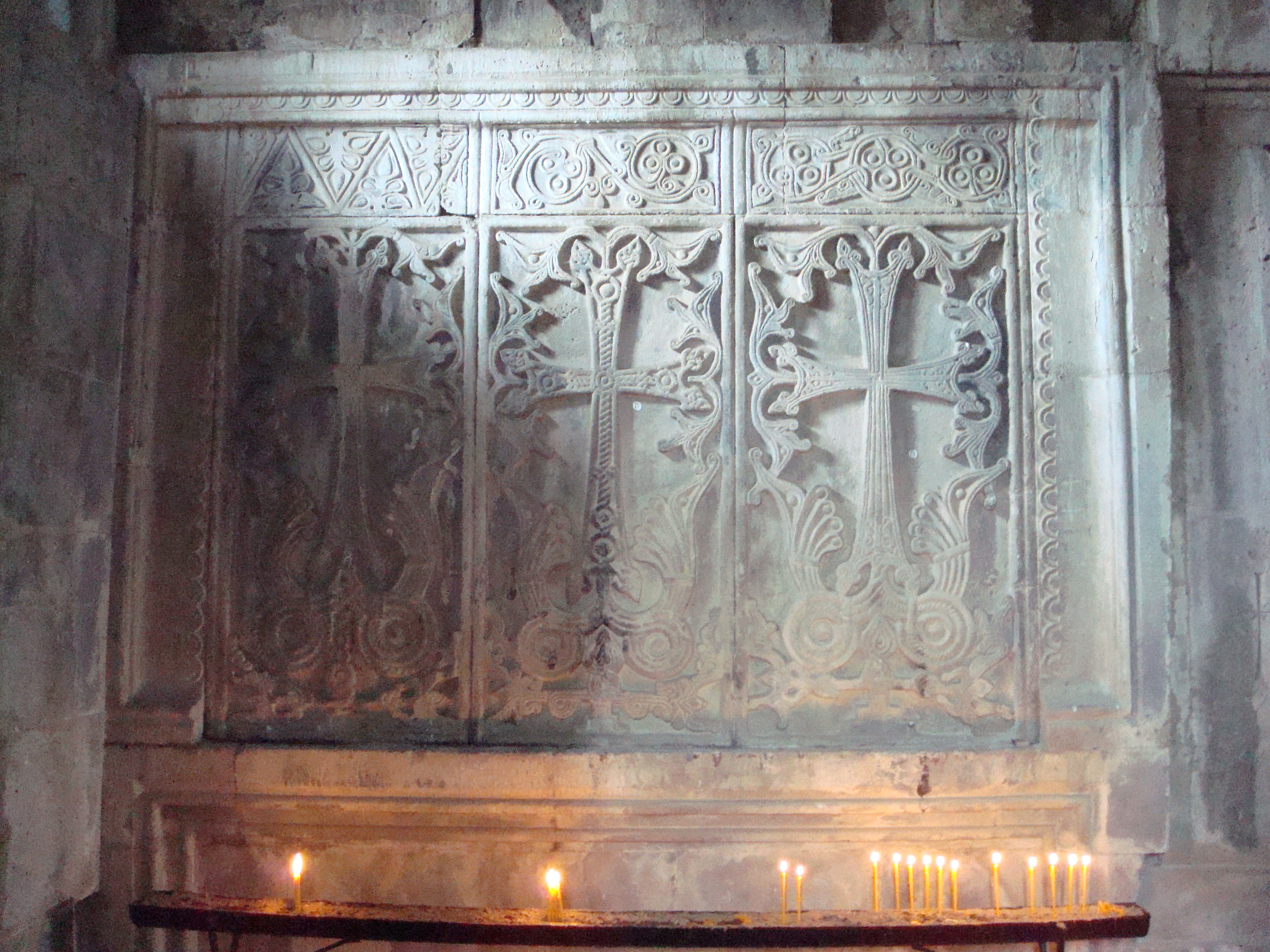
Detail im Gawit
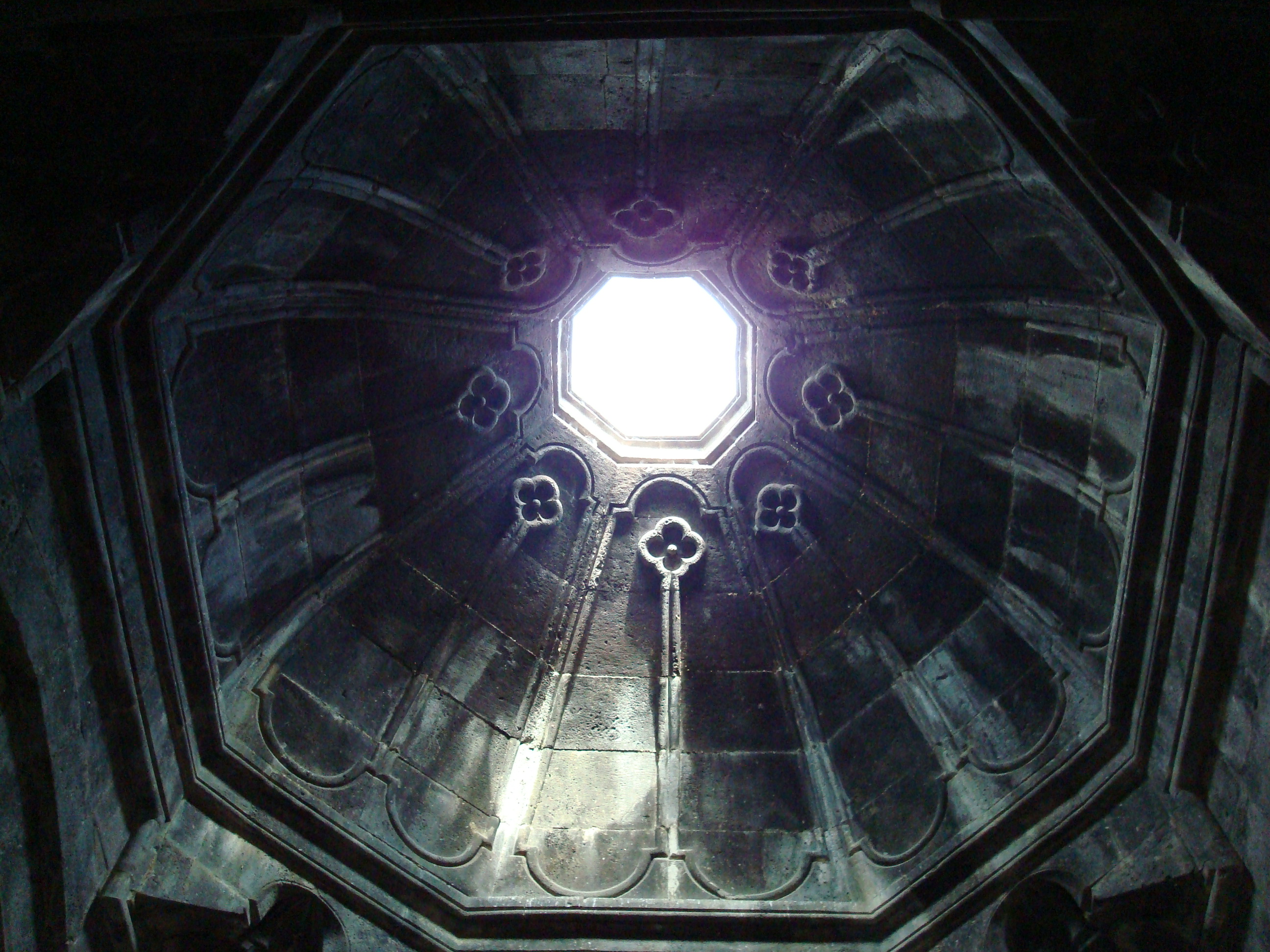
Kuppel im Hamazasp-Gebäude
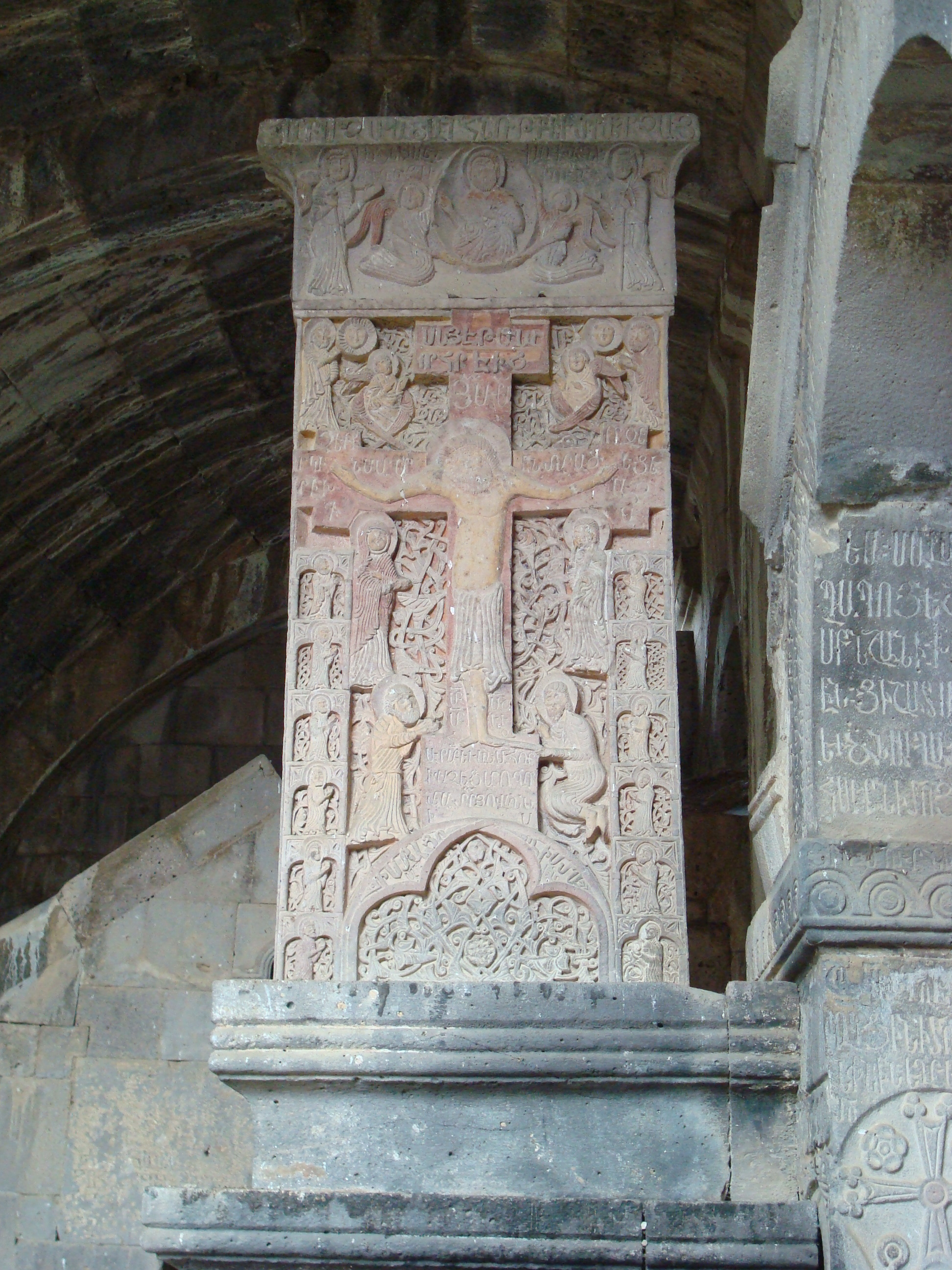
Chatschkar

## Wirtschaft
Das verarmte Dorf profitiert kaum vom Tourismus zum Klosterkomplex Haghpatavank, die große Mehrheit der Einwohner lebt von Viehzucht und Gemüseanbau. Einige Dorfbewohner arbeiten in Alawerdi, etwa 10 km von Haghpat entfernt, während andere in den nahen Wäldern Beeren sammeln (vor allem Brombeeren und Hartriegel) und diese verkaufen.

## Verkehr
Der Ort ist seit 1899 an die Bahnstrecke Tiflis–Jerewan angeschlossen und besitzt einen Bahnhof.